# Ort (Kochel am See)
Ort ist ein Gemeindeteil der Gemeinde Kochel am See im oberbayerischen Landkreis Bad Tölz-Wolfratshausen. Das Dorf liegt 2,5 km nordöstlich des Ortskerns von Kochel und knapp 4 km südsüdöstlich von Benediktbeuern. Etwa 1 km nordnordwestlich liegt der Kochler Gemeindeteil Pessenbach.

## Einwohnerentwicklung
| Jahr | Einwohner |
| ---- | --------- |
| 1987 | 166       |
| 1970 | 146       |
| 1950 | 105       |
| 1925 | 71        |
| 1871 | 55        |